# Julie von Cohn-Oppenheim
Julie von Cohn-Oppenheim (geb. 5. November 1839 in Berlin; gest. 5. Januar 1903 ebenda) war eine deutsche Wohltäterin, die besonders in den Städten Dessau und Oranienbaum wirkte.

## Leben

### Herkunft und Familie
Cohn war das einzige Kind des deutschen Hofbankiers Baron Moritz von Cohn (1812–1900) und dessen Ehefrau Charlotte, geb. Wolff. Die Ehe der Eltern wurde bald nach ihrer Geburt geschieden und ihre Mutter ging eine weitere Verbindung mit dem Pariser Zeitungsverleger Moïse Polydore Millaud ein. Julie wuchs bei ihrem Vater auf. Ihr Großvater, Itzig Hirsch Cohn (1777–1863), gründete die erste Landessparkasse in Anhalt, die ihr Vater erheblich ausbaute und erweiterte. Im Jahr 1858 heiratete sie Ferdinand Oppenheim (1830–1890), den Sohn einer Breslauer Kaufmannsfamilie jüdischen Glaubens, der das Oppenheim-Haus gehörte. Dieses übereignete er testamentarisch als wohltätige Stiftung der Breslauer jüdischen Gemeinde, welche Stiftung bis 1940 im Sinne Oppenheims tätig sein konnte. Aus der Ehe gingen keine Kinder hervor.

### Karriere
Cohn wuchs in behüteten Verhältnissen auf und lebte lange in Wiesbaden und Berlin. Sie bereiste vielfach andere Länder und Städte. Als gläubige Jüdin war sie engagiertes Mitglied des Centralvereins deutscher Staatsbürger jüdischen Glaubens und des Hilfsvereins deutscher Juden. Schon früh entfaltete sie ein reges Bildungs- und Kunstinteresse. Nach dem Tode ihres Vaters wurde sie als Einzelkind alleinige Erbin und entschied sich, ihren Lebensabend in Dessau zu verbringen. Durch ihre Spenden und Stiftungen konnten zahlreiche Gebäude und Paläste errichtet werden, unter anderem das Messelhaus, ein Palast in der Dessauer Kavalierstraße, welcher in der NS-Zeit vom anhaltischen Reichsstatthalter genutzt wurde. Somit wurde sie zur größten Wohltäterin der Stadt Dessau. Aufgrund ihrer zahlreichen Spenden und Stiftungen wurde ihr am ersten Todestag ihres Vaters die Ehrenbürgerschaft der Stadt Dessau verliehen.
Testamentarisch hinterließ sie der Israelitischen Kultusgemeinde Dessau und der Stadt Dessau je 5 Millionen Reichsmark, die als Stiftungskapital angelegt und „für Werke allgemeiner Menschenliebe und Fürsorge ohne Unterschied des Bekenntnisses“ verwendet wurden. Als Schatzmeister dieser Stiftung wirkte unter anderem Paul Maerker.